# Reinhard Woltman
Reinhard Woltman, ou plus rarement Woltmann (né le 28 décembre 1757 à Axstedt; † 20 avril 1837 à Hambourg) est un ingénieur de la navigation allemand. Inventeur de différentes techniques de jaugeages, il a donné son nom aux compteurs d'eau modernes.

## Biographie
Woltman est fils de l'agriculteur Johann Woltman et de sa femme Adelheit, née Jacobsen à Henriettenhof. Jusqu'en 1779 il fut employé dans son village comme instituteur, puis fut secrétaire et contrôleur-adjoint des garde-côtes du secteur de Ritzebüttel (aujourd'hui un quartier de Cuxhaven), dépendant du service littoral de Hambourg. Grâce à l'intercession de ses chefs de service, von Grumkow et Heinrich Zitting, il obtint en 1780 d'étudier les mathématiques et l'hydraulique à l'Akademisches Gymnasium de Hambourg, où enseignait Johann Georg Büsch, qui l'autorisait à utiliser sa bibliothèque. Là, il obtint une promesse d'embauche de l'Amirauté de Hambourg (de), conditionnée par le fait qu'il resterait 5 ans en poste. Après avoir suivi le cours de Johann Nikolaus Tetens sur la construction des digues à l’université de Kiel, il entreprit en 1784 un voyage d'études à l'université de Göttingen, Francfort-sur-le-Main, Strasbourg et Paris. Il embarqua à Cherbourg, visita Londres et de là repartit au Pays-Bas.
Avant la fin de l'année, il était de retour à Ritzebüttel, et prit la succession de Zitting comme délégué de Grumkow, avec le grade de conducteur de travaux. Reconnu pour ses vastes connaissances, il était pratiquement (mais non encore officiellement) responsable des travaux de berge. Ses essais commençaient à le faire connaître des cercles scientifiques bien au-delà du bassin de Hambourg, et la réputation de ses chantiers lui valut en 1790 l'offre d'intendant des digues d'Oldenbourg, qu'il refusa pourtant après que le service maritime de Hambourg eut accepté d'étendre ses domaines d'intervention. Parmi ses principaux chantiers, on doit citer les épis de Glameyer-Stack, permettant l'engraissement des berges de l'Elbe ; le curage des rigoles d'alimentation du canal maritime de l'Elbe ; une nouvelle écluse maritime pour le port de Cuxhaven et la défense des côtes de l'île de Neuwerk ; mais bientôt on se mit aussi à le consulter pour le dessin des digues de protection des environs de Hambourg.
En 1803, il succéda à von Grumkow comme directeur du service côtier de Ritzebüttel. De 1810 à 1814, il fut commis par l'occupant français aux levés topographiques en vue d'un projet de canalisation de l'Elbe au Weser jusqu'à Hambourg, retardant de plusieurs années ses travaux d'endiguement. Les autorités françaises le choisirent comme maire le 10 mars 1811. Enfin, à la libération en 1814, il prit les fonctions de directeur des berges et canaux de Hambourg, poste qu'il conserva jusqu'à sa retraite en 1836.
Vers 1815, il était conseiller de la ville de Lübeck pour le creusement du canal de Stecknitz. Il rédigea avec Neumeister un rapport d'expertise sur le projet de lac de plaisance artificiel à Cuxhaven. Il participa à la correction hydraulique de l'Elbe par des épis.
Ses livres, et en particulier son Architecture Hydraulique (1791-99) dont le titre reprend celui du prestigieux ouvrage de Belidor, l'ont fait connaître à travers l'Europe du Nord et l'Europe centrale. Élu membre de l'Académie des sciences de Haarlem, et de la Société batave de Philosophie Expérimentale de Rotterdam en 1792, il a été ensuite élu par la Société des sciences de Bohême de Prague, membre correspondant de l'Académie des sciences de Göttingen et de l'Académie royale des sciences de Prusse.

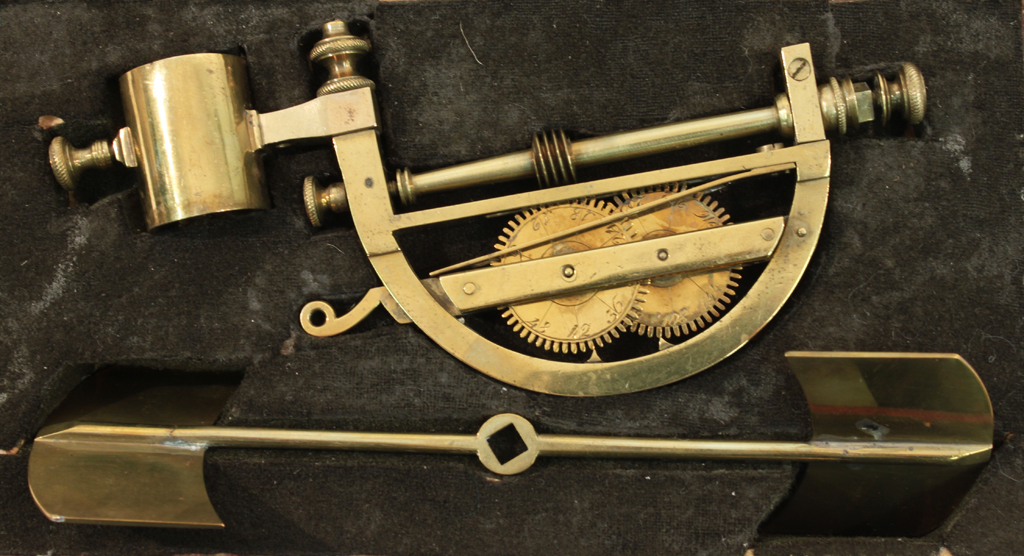
Le moulinet en laiton de Woltman pour le jaugeage des rivières, avec son boîtier recouvert de cuir noir (Musée historique de Hambourg)

Le jaugeage au moulinet, qu’il a décrit dès 1790, a depuis été remplacé avantageusement par un instrument de principe similaire, le micromoulinet. Le compteur d'eau Woltman équipe la plupart des réseaux d'eau domestiques.
Woltman, qui s'intéressait aux applications de l'astronomie à la navigation et avait publié sur le repérage en mer en 1819 un manuel très utilisé, était souscripteur pour la fondation d'un observatoire à Hambourg. Le premier directeur de cet établissement , Johann Georg Repsold de Wremen, avait été en 1788 l'un de ses élèves en mathématique et topographie. Woltman subventionna également l’École de Navigation dont l'un des futurs directeurs, Karl Rümker, rééditera son manuel.
De par ses travaux sur les berges, Woltman s'est naturellement intéressé à la mécanique des sols : il a développé, indépendamment des idées de Coulomb, sa propre théorie de la poussée des terres : l'angle de frottement interne qui intervient dans son mécanisme d'équilibre dépend de l'angle de talus naturel maximum des terres du remblai. Il fit pour cela plusieurs expériences, au terme desquelles il attribua la différence entre la poussée des terres mesurée contre un mur de revêtement et celle prédite par sa théorie, à la rugosité du mur
Il avait épousé en 1797 Johanna Elizabeth Schuback, fille de Jacob Schuback (de) (président de la Stackdeputation de Hambourg). De leurs cinq enfants, Wilhelmine sera la mère de l'urbaniste Reinhard Baumeister (de). En hommage à 50 ans de service, le Sénat de Hambourg lui remit en 1834 un prix de 3 000 Marks.

## Hommages publics

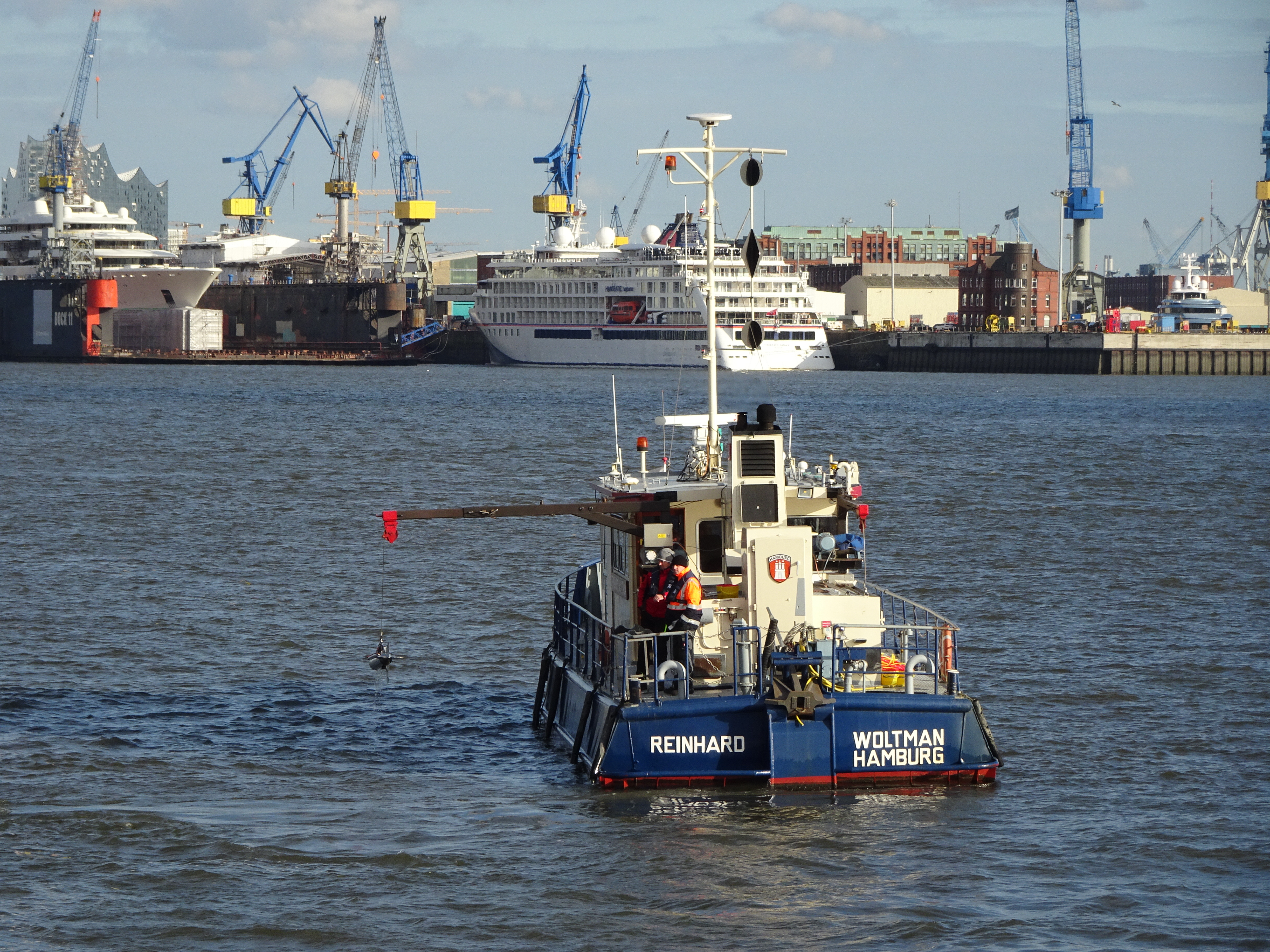
La vedette bathymétrique Reinhard Woltman sur l'Elbe

- Une rue porte son nom à Hambourg depuis 1843.
- La Woltmankaje à Cuxhaven a été ainsi baptisée 1927.
- Plusieurs navires comme le remorqueur à vapeur Woltman (1904) et la vedette bathymétrique Reinhard Woltman[9],[10] (1980) ont porté son nom.
- Sa patrie Axstedt a une rue WOltman depuis les années 2000.

## Œuvres
- Theorie und Gebrauch des hydrometrischen Flügels oder eine zuverlässige Methode, die Geschwindigkeit der Winde und strömenden Gewässer zu beobachten. Hamburg 1790. doi:10.3931/e-rara-16684
- Beyträge zur hydraulischen Architectur. Band 1–4, Johann Christian Dieterich, Göttingen 1791–1799.
- Beyträge zur Baukunst schiffbarer Kanäle, Heinrich Dieterich, Göttingen 1802, version digitalisée
- Theory and description of a ventilator for airing vessels, vaults, mines, coal-pits. Perthes, Hambourg 1805
- Geschichte und Beschreibung der Wasserbauwerke im Amte Ritzebüttel. Nestler, Hamburg 1807
- Über das öffentliche Bauwesen, und die zweckmässigen Einrichtungen, nach welchen Staats-Bauten und Arbeiten mit Sparsamkeit auszuführen sind. Ed. Bohn, Hambourg 1814
- Karte und Beschreibung des Fahrwassers der Elbmündung, der dortigen Seesignale und des Lotsenwesens. 1816, éd. revue et augm. 1826, 1831
- Ueber das baurechtliche Verfahren bey Verbesserungen der Flüsse, Hambourg, Perthes, 1820
- Bemerkungen über die gegenwärtige Epidemie in den Marschländern an der Nordsee, insonderheit auch im Amte Ritzebüttel. Perthes, Hambourg 1826
- Kurzgefaßte Geschichte und Beschreibung der Uferbauwerke auf der Insel Neuwerk, als sechster Abschnitt zur Beschreibung der Ritzebüttelschen Wasserbauwerke von 1807, Hambourg, Langhoff, 1826 (Staats- und Universitätsbibliothek Hamburg, Digitalisat)
- Beyträge zur Schiffbarmachung der Flüsse. In Commission der Heroldschen Buchhandlung, Hamburg 1826[11], (éd. de 1835).
- Einige Bemerkungen und Erörterungen über die Stellung und Standhaftigkeit fester Körper, wenn sie auf dem Wasser schwimmen. In: Abhandlungen der Königlichen Akademie der Wissenschaften zu Berlin, aus 1827, Berlin 1830, p. 115 et suiv.

## Voir également
(de) Reinhard Woltman (Wikisource germanophone)
(de) Reinhard Woltman (Wikisource germanophone)
- Biographie
- Principe de l'épi Woltman
- « Woltman, Reinhard », sur cuxpedia.de (consulté le 24 juillet 2015)
- Dessin